# Mertensia viridis
Mertensia viridis là loài thực vật có hoa trong họ Mồ hôi. Loài này được (A. Nelson) A. Nelson mô tả khoa học đầu tiên năm 1899.